# 7982 Timmartin
7982 Timmartin è un asteroide della fascia principale. Scoperto nel 1979, presenta un'orbita caratterizzata da un semiasse maggiore pari a 2,2800110 au e da un'eccentricità di 0,1015006, inclinata di 2,46456° rispetto all'eclittica.